# Ізабелла Валуа (герцогиня Бурбона)
Ізабелла Французька (фр. Isabelle de France) або Ізабелла де Валуа (фр. Isabelle de Valois; 1313 — 26 липня 1383) — донька Карла Валуа і його третьої дружини Матільди де Шатільон . Дружина П'єра I Бурбонського.

## Шлюб

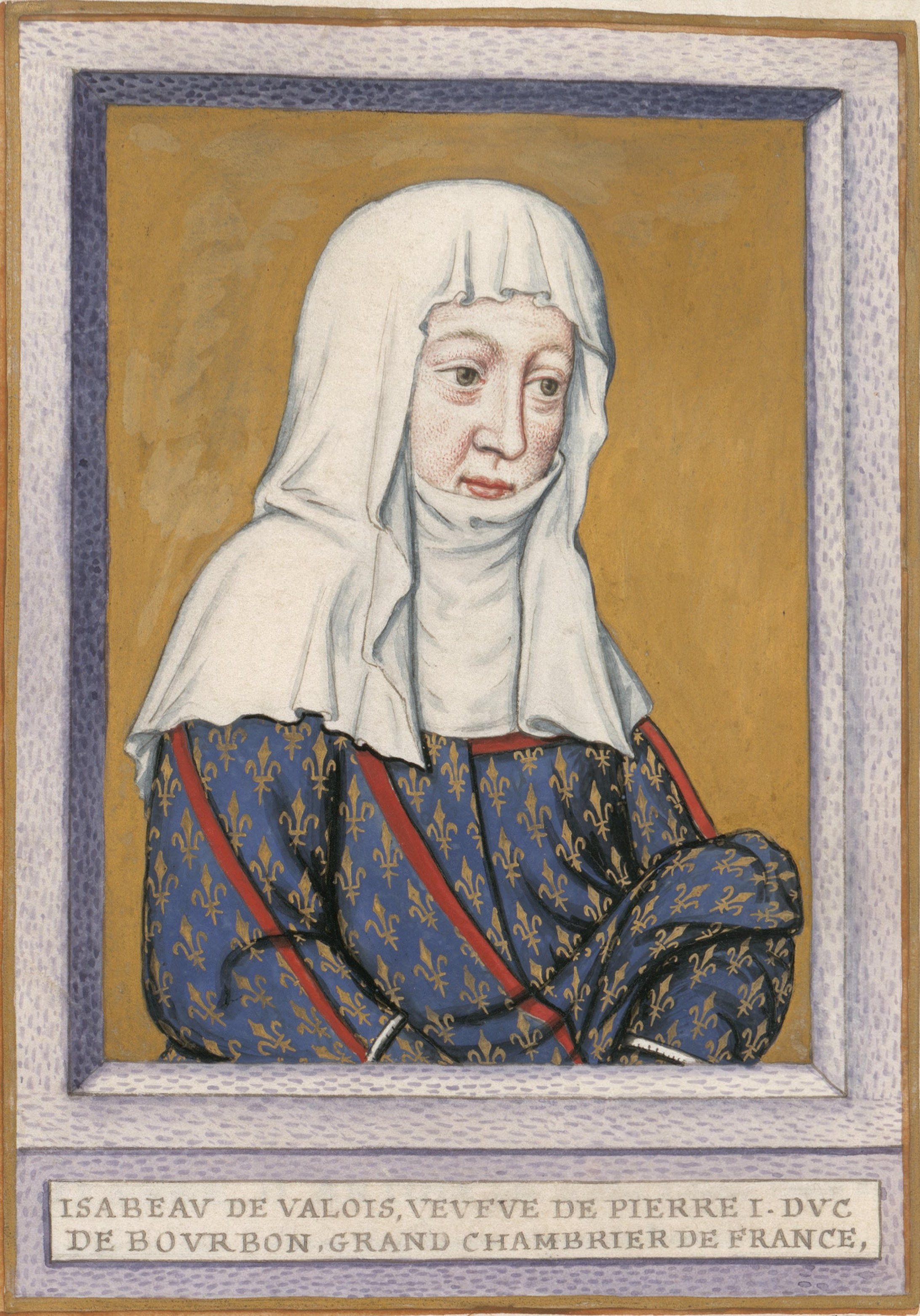
Ізабелла де Валуа у старості

25 січня 1336 року Ізабелла вийшла заміж за П'єра де Бурбона, сина Людовика де Бурбона та Марії д'Авен. У шлюбі народився один син, Людовик II та сім доньок.
Чоловік Ізабелли Валуа загинув у битві при Пуатьє в 1356 році, а Ізабелла більше не виходила заміж. Її дворецьким був Жан Соньє, лицар, лорд Турі-он-Аброн, радник і камергер короля, бейлі Сен-П'єр-ле-Мутьє. Після смерті чоловіка син Ізабелли Людовик став герцогом Бурбона. У тому року 1356 року Ізабелла влаштувала шлюб дочки Жанни з Карлом V Мудрим; тоді він був ще дофіном Франції, а Жанна стала дофіною Франції.
Після смерті чоловіка Ізабелла де Валуа пішла до монастиря. Вона померла у 1383 році у віці близько сімдесяти років, переживши чоловіка на 27 років.

## Родина
Чоловік — П'єр I Бурбонський
Діти:
- Людовик II (1337—1410), 3-й герцог де Бурбон з 1356 року;
- Жанна (1339—1379); чоловік: з 8 квітня 1350 року Карл V (1338—1380), король Франції[2];
- Бланка (1338—1361); чоловік: з 3 червня 1353 року; Педро I Жорстокий (1334—1369), король Кастилії
- Бонна (1340/1342-1402); чоловік: з 1355 року Амадей VI (1334—1383), граф Савойський[2];
- Катерина (1342—1427); чоловік: з 14 жовтня 1359 року Жан VI (1342—1388), граф д'Аркур та д'Омаль[2];
- Маргарита (1344—1416); чоловік: з 20 травня 1368 року Арно Аманіє IX д'Альбре (пом. 1401), сеньйор д'Альбре, віконт де Тарта, граф де Дре;
- Марія (1347—1401), пріореса в Пуассі з 1364 році, абатиса в Пуассі з 1380 року[2].